# Agustí Ventura i Conejero
Agustí Ventura i Conejero (Xàtiva, La Costera, 1943) és un historiador valencià, cronista oficial de Xàtiva.
Llicenciat en Filologia Clàssica, és catedràtic de llatí d'institut i des de finals dels 60 ha escrit nombrosos articles i llibres, sobretot al voltant de Xàtiva, i ha rebut diferents premis. És membre de l'associació de Xàtiva "Germans Villanueva" i pare del cantant Feliu Ventura.
Agustí Ventura va ser un dels impulsors, junt a dos companys xativins més, de l'escultura dedicada en homenatge als maulets a Xàtiva, coneguda popularment com la Pedra dels Maulets.